# Historia del occidental
El idioma construido denominado occidental o interlingue, tiene una historia que se extiende desde su publicación por su creador Edgar de Wahl en 1922.

## Comienzos
Las actividades del idioma y sus usuarios pueden verse a través de la revista Cosmoglotta, la cual se empezó a publicar en 1922 en Tallin, Estonia bajo el nombre de Kosmoglott. La lengua que de Wahl anunció aquel año era el producto de años de experimentos personales bajo el nombre de auli (de lengua auxiliar en inglés, auxiliary language), la cual usó entre 1906 y 1921 y se ganó el sobrenombre de proto-occidental. Durante el desarrollo del idioma de Wahl explicó su enfoque en una carta a un conocido, el Baron de Orczy, escrita en auli:

Mi dirección en la creación de la lengua universal te parece bastante regresiva... Lo entiendo bastante bien, porque la estoy empezando desde el otro extremo. No empiezo con el alfabeto y la gramática y luego adapto el vocabulario, sino todo lo contrario: tomo todo el material internacional de palabras, sufijos, finales, formas gramaticales, etc., y luego trabajo para organizar el material, lo ordeno, compilo, interpolo, extrapolo y cribo.

De Wahl también se escribió a menudo con el matemático italiano y creador del latino sine flexione, Guiseppe Peano, y fue apreciado por su selección de vocabulario internacional, escribiendo que:

Creo que el «vocabulario commune» del Profesor Peano es ya una obra científica más valiosa que toda la literatura escolástica del ido sobre cosas imaginarias evocadas por el «fundamento» de Zamenhof.

Tras su anuncio en 1922, Occidental estaba casi completo. De Wahl no tuvo la intención de anunciar el idioma durante algunos años pero después de escuchar que la Sociedad de Naciones (SDN) había comenzado una investigación sobre la cuestión de un idioma internacional, decidió acelerar su publicación y después de recibir una respuesta favorable el año anterior del Subsecretario General Nitobe Inazō de SDN, que había adoptado una resolución sobre el tema en 1921. La primera publicación conocida en Occidental, un folleto titulado Transcendent Algebra de Jacob Linzbach, apareció poco antes del debut de Kosmoglott.
El occidental comenzó a reunir seguidores debido a su legibilidad, a pesar de una completa falta de gramáticas y diccionarios. Dos años más tarde, en 1924, de Wahl escribió que se estaba comunicando con unas 30 personas «en buen occidental» a pesar de la falta de material de aprendizaje. Dos sociedades idistas se adhirieron al occidental en el mismo año, una en Viena (Austria) llamada IdoSocieto Progreso (rebautizada como Societé Cosmoglott Progress) y Societo Progreso en Brno (Checoslovaquia), que cambió su nombre a Federali (Federation del amicos del lingue international). El primer diccionario, Radicarium Directiv, una colección de raíces occidentales y sus equivalentes en ocho idiomas, se publicó al año siguiente.
Kosmoglott también fue un foro para otros idiomas planeados, aunque todavía estaba escrito principalmente en occidental. Hasta 1924, la revista también estuvo afiliada a la Academia pro Interlingua, que promovía el Latino sine flexione de Peano. El nombre se cambió a Cosmoglotta en 1927 cuando comenzó a promover oficialmente el occidental en lugar de otros idiomas, y en enero la oficina editorial y administrativa de la revista se trasladó al barrio de Mauer en Viena, ahora parte de Liesing. Gran parte del éxito inicial del occidental en este período provino de la nueva ubicación central de la oficina, junto con los esfuerzos de Engelbert Pigal, también de Austria, cuyo artículo Li Ovre de Edgar de Wahl ("La obra de Edgar de Wahl") generó interés en el occidental por parte de usuarios del ido. El uso en Francia comenzó en 1928 y, a principios de la década siguiente, la comunidad occidental se estableció en Alemania, Austria, Suecia, Checoslovaquia y Suiza.

## Periodo de Viena y Segunda Guerra Mundial

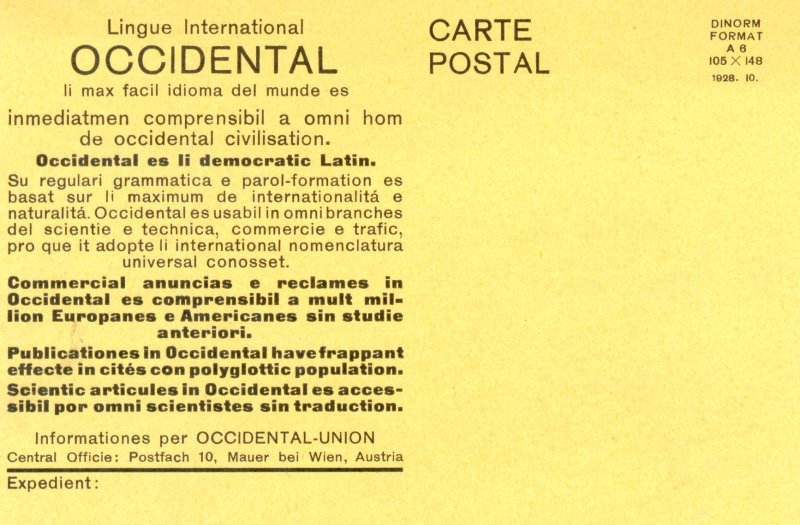
Postal con un texto en occidental escrita en 1928 en Viena.

El periodo de Viena estuvo también marcado por la estabilidad financiera. Con la ayuda de dos apoyos principales, Hans Hörbiger, de Viena, y G.A. Moore, de Londres, la revista Cosmoglotta prosperó a pesar de la crisis económica. Después de la muerte de ambos en 1931, la revista se vio forzada a depender de nuevo de las ganancias generadas por las suscripciones y las republicaciones.
El creciente movimiento comenzó a hacer campaña de manera más asertiva a favor del occidental a principios de la década de 1930. aprovechando su legibilidad a primera vista al ponerse en contacto con organizaciones como empresas, embajadas, imprentas y la Liga de Naciones con cartas enteramente en Occidental que a menudo se entendían y contestaban. Esas cartas a menudo incluían el pie de página Scrit in lingue international "Occidental" ("Escrito en el idioma internacional Occidental"). También se produjo un gran número de "documentos" numerados en este momento para introducir el concepto de un idioma internacional y defender el occidental como la respuesta a la "torre de Babel" de Europa. En este período se realizaron por primera vez grabaciones de occidental hablado en discos de gramófono para su distribución.
Los años de 1935 a 1939 fueron particularmente activos para Cosmoglotta y se publicó una segunda edición de la revista. Originalmente titulada Cosmoglotta-Informationes, pronto fue rebautizado como Cosmoglotta B, centrándose en elementos de interés más interno como cuestiones lingüísticas, informes del occidental en las noticias y actualizaciones financieras. A principios de 1936, sin contar los 110 números de Cosmoglotta y otras revistas y boletines, existían un total de 80 publicaciones en y sobre el occidental.
Pero los años previos a la Segunda Guerra Mundial plantearon dificultades para el occidental y otros idiomas artificiales. Se prohibieron en Alemania, Austria y Checoslovaquia, se vieron obligados a disolverse, y se mantuvieron bajo vigilancia por la Gestapo, que también destruyó materiales de enseñanza. La prohibición de las lenguas auxiliares en Alemania fue particularmente dañina ya que era allí donde vivían la mayoría de los occidentalistas en ese momento. La imposibilidad de aceptar el pago de las suscripciones fue un golpe financiero que continuó después de la guerra junto con la división de Alemania en zonas de influencia, no todas las cuales permitieron pagos.
de Wahl, en Tallin, no pudo comunicarse con la Unión Occidental en Suiza desde 1939 hasta octubre de 1947, primero debido a la guerra y luego a la interceptación del correo entre Suiza y la Unión Soviética. Sin darse cuenta de esto, de Wahl estaba desconcertado por la falta de respuesta a sus continuas cartas; incluso una gran colección de poesía traducida al occidental nunca fue entregada. La única carta que recibió en Suiza fue en 1947, preguntando a la Occidental Union por qué no había respondido a ninguna de las suyas. Mientras tanto, la casa de De Wahl y toda su biblioteca habían sido destruidas durante el bombardeo de Tallin. El propio De Wahl fue encarcelado durante un tiempo después de negarse a salir de Estonia para ir a Alemania, y luego se refugió en un hospital psiquiátrico donde vivió su vida.
El estallido de la guerra en 1939 detuvo las publicaciones de ambos Cosmoglottas hasta 1940, pero en 1941 Cosmoglotta B comenzó a publicarse una vez más y continuó hasta 1950. Se publicó una edición de Cosmoglotta A o B todos los meses entre enero de 1937 y septiembre de 1939, y luego (después del impacto inicial de la guerra) todos los meses desde septiembre de 1941 hasta junio de 1951. Durante la guerra, solo aquellos en Suiza y Suecia pudieron dedicarse por completo al idioma, llevando a cabo actividades de forma semioficial.
Durante la guerra, los occidentalistas notaron que a menudo se permitía que el idioma se enviara por telegrama dentro y fuera de Suiza (especialmente desde y hacia Suecia) incluso sin reconocimiento oficial, suponiendo que los censores podían entenderlo y podrían pensé que estaban escritos en español o romanche, un idioma menor pero oficial en Suiza que en ese momento carecía de una ortografía estandarizada. Esto permitió que tuviera lugar alguna comunicación entre los occidentalistas en Suiza y Suecia. A los otros centros de actividad occidental en Europa no les fue tan bien, ya que las existencias de materiales de estudio en Viena y Tallin fueron destruidas en bombardeos y numerosos occidentalistas fueron enviados a campos de concentración en Alemania y Checoslovaquia.
Los contactos se restablecieron poco después de la guerra por los que se quedaron, con cartas de países como Francia, Checoslovaquia, Finlandia y Gran Bretaña que llegaron a Cosmoglotta. Los escritores dijeron que estaban listos para comenzar de nuevo las actividades para el idioma. Cosmoglotta tenía suscriptores en 58 ciudades de Suiza unos meses antes del final de la Segunda Guerra Mundial en Europa, y Cosmoglotta A comenzó a publicarse nuevamente en 1946.

## Estandarización del idioma
Durante la guerra muchos occidentalistas se dedicaron a estandarizar el idioma. De Wahl había creado Occidental con una serie de características inmutables, pero creía que seguir las "leyes de la vida" le daba una base lo suficientemente firme como para seguir una "evolución natural". Su flexibilidad "permitiría que el tiempo y la práctica se ocuparan de las modificaciones que resultaran necesarias". Como resultado, algunas palabras tenían más de una forma permitida, lo que no podía resolverse por decreto, dejando así la decisión final a la comunidad al incluir ambas formas posibles en los primeros diccionarios del idioma. Un ejemplo es el verbo scrir (escribir) y una posible otra forma scripter, ya que ambos creaban derivaciones reconocibles internacionalmente: scritura y scritor de scrir, o scriptura y scriptor de scripter. De Wahl expresó su preferencia por scrir, encontrando scripter algo pesado, pero comentó que este último ciertamente estaba permitido y que el occidental podría tomar una evolución similar a las lenguas naturales en los que ambas formas se vuelven de uso común, con la forma más larga teniendo un carácter más pesado y formal y la forma más breve un tono más ligero y cotidiano (como el story y history en inglés).
La ortografía era otra área en la que existían varias posibilidades, a saber, la ortografía etimológica (adtractiv, opression), la ortografía histórica (attractiv, oppression) o la ortografía simplificada (attractiv, opression). La primera opción casi nunca se usó, y la ortografía simplificada finalmente se convirtió en el estándar en 1939. Gran parte de la estandarización del idioma se llevó a cabo de esta manera a través de la preferencia de la comunidad (por ejemplo, se propusieron tanto ac como anc para la palabra "también", pero la comunidad se decidió rápidamente por anc), pero no todo fue así. Con las dudas pendientes sobre la forma oficial de algunas palabras y la falta de material general destinado al público en general, se dedicó mucho tiempo durante la Segunda Guerra Mundial a la estandarización del idioma y la creación de cursos, y debido a la continuación de la guerra, en agosto de 1943 se tomó la decisión de crear una academia interina para oficializar este proceso.
Este proceso había comenzado poco antes de la guerra, y los occidentalistas suizos, encontrándose aislados del resto del continente, optaron por concentrarse en los materiales de instrucción para tenerlos listos al final de la guerra. Al hacerlo, con frecuencia se encontraron confrontados con la decisión entre dos formas "teóricamente igualmente buenas" que habían permanecido en el uso popular, pero cuya presencia podría ser confusa para un nuevo aprendiz del idioma. La academia sostuvo que los esfuerzos de estandarización se basarían en el uso real, afirmando que: 

...la estandarización de la lengua tiene límites naturales. 'Estandarizar' el idioma no significa oficializar arbitrariamente una de las posibles soluciones y rechazar las otras como indeseables e irritantes. Solo se estandarizan soluciones que ya han sido apoyadas por la práctica.”

## IALA, interlingua y cambio de nombre a interlingue
La Asociación Internacional de Idiomas Auxiliares (IALA), fundada en 1924 para estudiar y determinar el mejor idioma planificado para la comunicación internacional, fue vista al principio con recelo por la comunidad occidental. Su cofundadora, Alice Vanderbilt Morris, era esperantista, al igual que muchos de sus empleados, y muchos occidentalistas, incluido el propio de Wahl creían que su liderazgo bajo el esperantista William Edward Collinson (conocido entre los lectores de Cosmoglotta por un artículo de su título "Algunos puntos débiles del occidental") significaba que había sido creado con un equipo de lingüistas profesionales bajo un pretexto neutral y científico para reforzar una recomendación final para el esperanto. Sin embargo, las relaciones mejoraron pronto, ya que quedó claro que la IALA pretendía ser lo más imparcial posible al familiarizarse con todos los idiomas planificados existentes. Ric Berger, un prominente occidentalista que luego se unió a Interlingua en la década de 1950, detalló una de esas visitas que hizo en 1935 a Morris la cual mejoró enormemente su opinión sobre la organización: 

Mi opinión personal no era tan pesimista, ya que, al encontrarme en Bruselas en 1935, busqué a la Sra. Morris y pronto obtuve una audiencia con ella donde mi encantadora anfitriona me invitó a hablar en occidental. Le pidió a su esposo, el embajador estadounidense, que viniera a escucharme para confirmar lo que parecía interesarles mucho: ¡un idioma en el que se pueden entender todas las palabras sin haberlo aprendido! [...] La Sra. Morris podría haber usado su fortuna simplemente para apoyar el esperanto, que era su derecho como esperantista convicta. Pero en lugar de eso [...] decidió donar su dinero a un tribunal lingüístico neutral para resolver científicamente el problema, aunque la sentencia fuera en contra de sus convicciones.

En 1945, la IALA anunció que planeaba crear su propio lenguaje y mostró cuatro posibles versiones bajo consideración, todas las cuales eran naturalistas. en lugar de esquemáticas. Los occidentalistas estaban en general complacidos de que la IALA hubiera decidido crear un lenguaje de naturaleza tan similar al occidental, viéndolo como una asociación creíble que daba peso a su argumento de que un idioma auxiliar debería proceder del estudio de los idiomas naturales en lugar de intentar encajar en un sistema artificial. Ric Berger fue particularmente positivo al describir el idioma que la IALA estaba creando como una victoria para la "escuela natural" ("¡Li naturalitá esset victoriosi!") y "casi el mismo idioma" en 1948. Sin embargo, aún tenía reservas, dudando de que un proyecto con un aspecto y una estructura tan similares sería capaz de "provocar repentinamente la caída de los prejuicios [contra las lenguas planificadas] y crear la unidad entre los partidarios de las lenguas internacionales". También temía que simplemente podría "dispersar a los partidarios del idioma natural sin nada que mostrar" después de que el occidental hubiera creado "unidad en la escuela naturalista" durante tanto tiempo
Si bien los dos idiomas tenían un vocabulario idéntico en un 90 por ciento sin tener en cuenta las diferencias ortográficas (por ejemplo, con filosofie y philosophia consideradas la misma palabra), estructural y derivacionalmente eran muy diferentes. La Regla de De Wahl en el occidental había eliminado en su mayoría los verbos latinos de doble raíz (verbos como actuar: ager, act- o enviar: mitter, miss-), mientras que el interlingua simplemente los aceptaba como parte integrante de un sistema naturalista. Los idiomas de control (italiano, español y/o portugués, francés, inglés) utilizados por el interlingua para formar su vocabulario en su mayoría requieren que una palabra elegible se encuentre en tres idiomas de origen (la "regla de tres"), lo que entraría en conflicto con el sustrato germánico del occidental y varias otras palabras que serían, por definición, inelegibles en un idioma unificado que retuviera la metodología del interlingua. La aceptación de palabras occidentales como mann, strax, old y sestra (Interlingua: viro, inmediatamente, vetere, soror) en el interlingua solo podría hacerse eliminando los idiomas de control, el núcleo mismo de la metodología del interlingua para determinar su vocabulario. El interlingua también permitía conjugaciones verbales irregulares opcionales como so, son y sia como primera persona del singular, tercera persona del plural y subjuntivo de esser, el verbo 'ser'. 
El occidental también se estaba recuperando de la guerra. Cosmoglotta continuó informando hasta 1946 sobre quiénes habían sobrevivido a la guerra, quiénes de ellos estaban listos para participar nuevamente y quiénes aún estaban fuera de contacto. La revista se vio afectada financieramente por los costos de impresión inflados de la posguerra y su incapacidad para cobrar pagos de ciertos países, en marcado contraste con la bien financiada IALA con sede en Nueva York
La política internacional fue otra dificultad para los occidentalistas después de la guerra. El comienzo de la Guerra Fría creó una situación particularmente incómoda para la Occidental-Union, cuyo nombre lamentablemente coincidía con el de una liga política antirrusa; los occidentalistas suizos creían que esa era la razón por la que se interceptaron todas las cartas de De Wahl desde Tallin. De Wahl permaneció inconsciente de los desarrollos en el idioma y la propuesta por el resto de su vida. A principios de 1948 los occidentalistas checoslovacos habían comenzado a solicitar un nuevo nombre que les permitiera continuar con sus actividades lingüísticas sin sospechas, proponiendo el nombre de Interal (International auxiliari lingue), a lo que el sindicato respondió que el término Interlingue sería más apropiado y que eran libres de introducir el idioma como "Interlingue (Occidental)", o incluso eliminar la mención de Occidental entre paréntesis si así lo deseaban. Ric Berger comenzó a abogar por un cambio de nombre de Occidental a Interlingue en 1948 que también esperaba que ayudaría en una fusión entre los dos idiomas. La votación oficial sobre el cambio de nombre a Interlingue tuvo lugar en el pleno de Occidental Union en 1949 y fue aprobada con un apoyo del 91 por ciento, lo que hizo que el nombre oficial Interlingue, con Interlingue (Occidental) también permitido, a partir de septiembre de 1949.
El debut del interlingua en 1951 debilitó al interlingue-occidental, que hasta entonces no había sido cuestionado en el campo de los idiomas auxiliares planificados naturalistas. La percepción de Vĕra Barandovská-Frank de la situación en ese momento fue la siguiente (traducido del esperanto): 

En el campo de los lenguajes planificados naturalistas, el occidental-interlingue no había sido cuestionado hasta ese momento (especialmente después de la muerte de Otto Jespersen, autor de Novial), ya que todos los nuevos proyectos eran casi imitaciones de él. Esto también se aplicaba al interlingua, pero llevaba consigo un diccionario de 27 000 palabras elaborado por lingüistas profesionales que generaba un gran respeto, a pesar de que en principio solo confirmaba el camino que había iniciado De Wahl. El Senado de la Interlingue-Union y la Interlingue-Academie aceptaron las propuestas de que (1) la Interlingue-Union se convierta en un miembro colectivo de la IALA y (2) la Interlingue-Union siguiera siendo favorable a la actividad futura de la IALA y moralmente apoyarla. La primera propuesta no fue aceptada, pero la segunda sí, dando una colaboración práctica y apoyo al interlingua.

André Martinet, el penúltimo director de la IALA, hizo observaciones similares a las de Matejka. Confesó que su variante preferida de la interlingua era la más cercana al interlingue que la oficializada por Gode. En estas circunstancias, los esfuerzos de Ric Berger para trasladar a todos los usuarios del interlingue en masa al interlingua de IALA fue un shock. Su herejía causó dudas e interrupciones en los círculos del interlingue, especialmente después de que se involucró en la publicación de "Revista de Interlingua". Se demostró que la idea anterior de una fusión natural de ambos idiomas no era realista, y el nuevo idioma se convirtió en un rival.
Don Harlow resume de manera similar el año 1951 para el occidental: 

El interlingua tenía un electorado listo para usar. Habían pasado casi treinta años desde la creación del occidental, cuya fuerza en el mundo "naturalista" había impedido que otros proyectos "naturalistas" desarrollaran sus propios movimientos. Pero la estrella del occidental se había desvanecido desde la guerra. Ahora, como un rayo caído del cielo, llegó este regalo enviado por el cielo: un nuevo idioma construido aún más "naturalista" que el occidental. A pesar de los intentos de los partidarios acérrimos del occidental de evitar lo inevitable, por ejemplo, mediante tácticas como cambiar el nombre de su idioma al de interlingue, la mayoría de los occidentalistas restantes hicieron el breve peregrinaje al santuario del interlingua.

## Estancamiento y resurgimiento

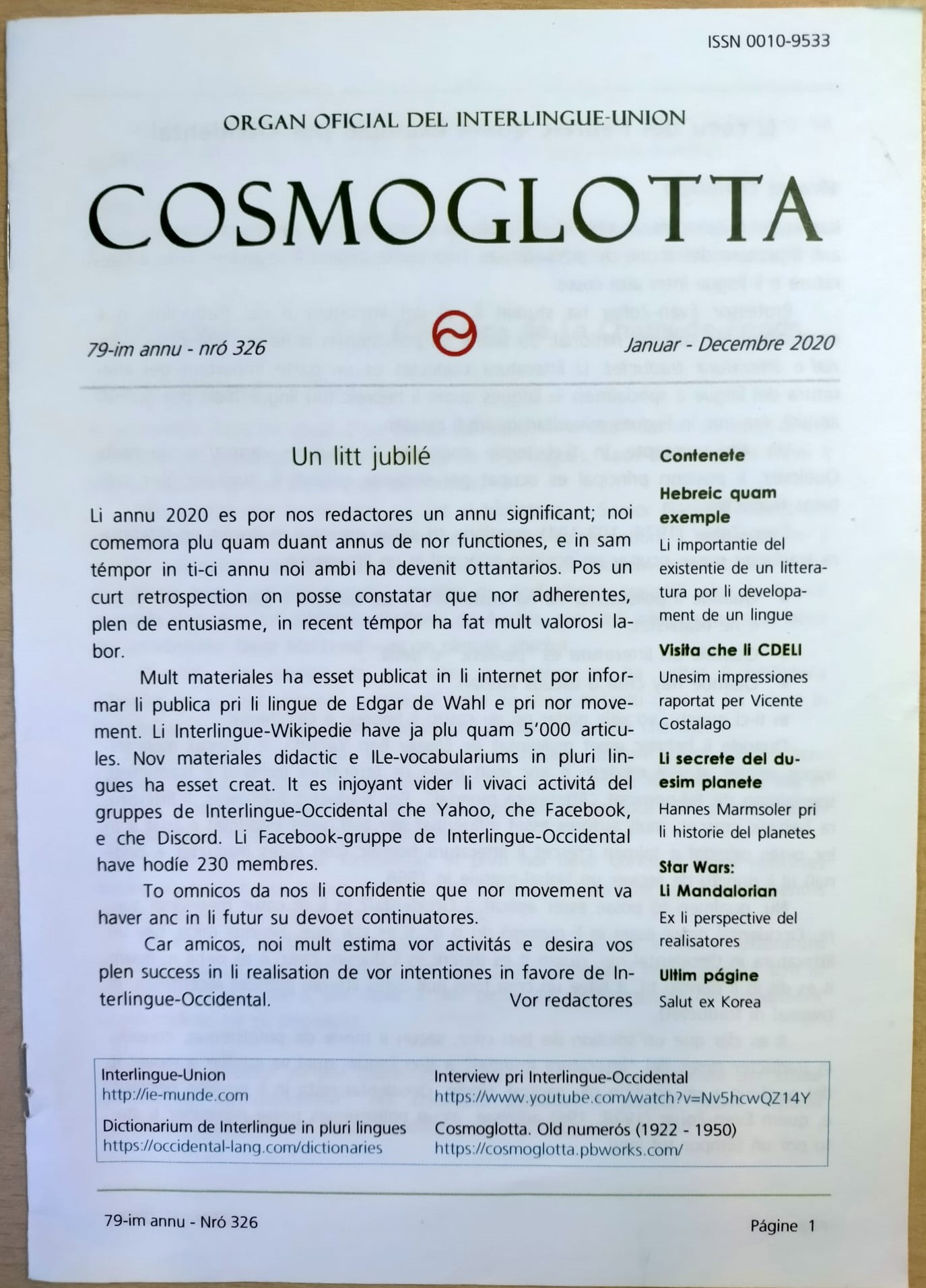
Número 326 de Cosmoglotta para el periodo de enero a diciembre de 2020.

Si bien la migración de tantos usuarios al interlingua había debilitado gravemente al interlingue, la consiguiente caída de la actividad fue gradual y se produjo durante décadas. Cosmoglotta B dejó de publicarse después de 1950 y la frecuencia de Cosmoglotta A comenzó a disminuir gradualmente: una vez cada dos meses desde 1952 y luego una vez por trimestre desde 1963 Otros boletines en Interlingue siguieron apareciendo durante este tiempo, como Cive del Munde (Suiza), Voce de Praha (Checoslovaquia), Sved Interlinguist (Suecia), International Memorandum (Reino Unido), Interlinguistic Novas (Francia), Jurnale Scolari International (Francia), Bulletine Pedagogic International (Francia), Super li Frontieras (Francia), Interlingue-Postillon (1958, Alemania), Novas de Oriente (1958, Japón), Amicitie european (1959, Suiza), Teorie e practica (Suiza-Checoslovaquia, 1967), y Novas in Interlingue (Checoslovaquia, 1971) Barandovská-Frank cree que la disminución del interés en Occidental-Interlingue se produjo en conjunto con el envejecimiento de la generación que primero se sintió atraída por otros idiomas planificados (traducidos del esperanto): 

La mayoría de los interesados en el interlingue pertenecían a la generación que conoció a su vez el volapük, el esperanto y el ido, encontrando luego la solución más estética (esencialmente naturalista) en el occidental-interlingue. Posteriormente, muchos se trasladaron a la interlingua de IALA, que sin embargo no demostró tener mucho más éxito a pesar de la impresión que causó su origen científico, y aquellos que permanecieron leales al occidental-interlingue no lograron transmitir su entusiasmo a una nueva generación.

La actividad en el interlingue alcanzó su punto más bajo durante la década de 1980 y principios de la de 1990, cuando la publicación de Cosmoglotta cesó durante algunos años. Mientras que el número 269 se publicó en 1972 después de publicar una vez por temporada entre 1963, el número 289 no se alcanzó hasta el verano de 2000 para un promedio de menos de un número por año. Según Harlow, "en 1985, el último periódico de Occidental, Cosmoglotta, dejó de publicarse, y se dice que su editor, el Sr. Adrian Pilgrim, describió al occidental como un 'idioma muerto'" Una década más tarde, un documental en 1994 por Steve Hawley y Steyger sobre idiomas planificados presentó al hablante del interlingue Donald Gasper como "uno de los últimos hablantes que quedaban del idioma occidental".
Como fue el caso de otros idiomas planificados, la llegada de Internet estimuló el renacimiento del occidental. En el año 1999 el se fundó el primer Yahoo! Group en occidental, Cosmoglotta había comenzado a publicar de manera intermitente nuevamente y el idioma se convirtió en un tema de discusión en la literatura sobre idiomas auxiliares. Un ejemplo es The Esperanto Book publicado en 1995 por Harlow, quien escribió que el occidental tenía un énfasis intencional en las formas europeas y que algunos de sus principales seguidores adoptaron una filosofía eurocéntrica, lo que puede haber obstaculizado su difusión. Aun así, la opinión opuesta también era común en la comunidad y el occidental ganó adeptos en muchas naciones, incluidas las naciones asiáticas. En 2004 se aprobó una Wikipedia en interlingue. En los últimos años se han reanudado las reuniones oficiales de hablantes del idioma: una en Ulm en 2013, otra en Múnich en 2014 con tres participantes y una tercera en Ulm el año siguiente con cinco.
La edición más reciente de Cosmoglotta es el volumen 327, correspondiente al período de enero a junio de 2021. El año 2021 vio nuevos libros publicados en occidental.